# Synaptura megalepidoura
Synaptura megalepidoura är en fiskart som först beskrevs av Fowler, 1934.  Synaptura megalepidoura ingår i släktet Synaptura och familjen tungefiskar. Inga underarter finns listade i Catalogue of Life.